# Литвин, Владимир Викторович
Литвин Владимир Викторович (род. 3 августа 1955, Кривой Рог, Днепропетровская область) — российский генерал-майор милиции (1997) в отставке, начальник контрольного управления администрации Калининградской области, бывший начальник Калининградского областного УВД (1997—2000). Почётный сотрудник МВД.

## Биография
Родился 3 августа 1955 года в городе Кривой Рог Днепропетровской области.
В 1979 году окончил Орджоникидзевское высшее военное командное Краснознамённое училище МВД СССР имени С. М. Кирова.
В 1979—1984 годах служил в 590‑м конвойном полку УВВ МВД СССР Северо-Западного округа. В 1985—1993 годах — начальник штаба 501‑го батальона конвойных войск УВД МВД СССР. В 1993 году окончил Военную академию имени М. В. Фрунзе.
С 5 сентября по 5 октября 1993 года — в зоне действия чрезвычайного положения в городе Владикавказ на Северном Кавказе.
Переехал в Калининградскую область: с 18 октября 1993 по январь 1997 года — командир 132‑го Минского ордена Красной Звезды полка внутренних войск МВД России Северо-Западного округа внутренних войск МВД России. Вывел часть в лучшие среди войск округа, инициатор создания внештатного подразделения боевого обеспечения с функциями спецназа.
С 14 января 1997 по 11 ноября 2000 года — начальник Управления внутренних дел Калининградской области. Освобождён от должности и отозван в распоряжение МВД России за упущения в работе.
С 20 января 2001 года — пенсионер органов внутренних дел.
В 2002—2005 годах — начальник Контрольного управления администрации Калининградской области.
Живёт в городе Калининград.

## Награды
- Почётный сотрудник МВД;
- Нагрудный знак «За отличную службу в МВД СССР».